# Volksbank Geest
Die Volksbank Geest eG ist eine Genossenschaftsbank mit Sitz in der niedersächsischen Gemeinde Apensen im Landkreis Stade.

## Geschichte
Die heutige Volksbank Geest eG wurde am 25. September 1897 als Spar- und Darlehnskasse eGmuH zu Apensen gegründet und entstand 1987 aus der Fusion der Spar- und Darlehnskasse eG Apensen mit dem Sitz in Apensen mit der Volksbank eG Harsefeld mit dem Sitz in Harsefeld sowie mit der Volksbank Geestrand eG mit Sitz in Horneburg. Zuletzt fusionierte die Volksbank Geest eG mit dem damaligen Sitz in Harsefeld 2002 mit der Volksbank Hollenstedt e.G. mit dem Sitz in Hollenstedt.
Zuvor fusionierte im Jahr 1993 die Spar- und Darlehnskasse Bargstedt eG mit dem Sitz in Bargstedt mit der Volksbank Geest eG. Die Volksbank Hollenstedt e.G. fusioniert im Jahr 1988 mit der Volksbank Moisburg eG. mit dem Sitz in Moisburg. Die Spar- und Darlehnskasse Neukloster eGmbH mit dem Sitz in Neukloster fusionierte im Jahr 1972 mit der Spar- und Darlehnskasse eGmbH Horneburg mit dem Sitz in Horneburg. Durch Umfirmierung wurde daraus die Volksbank Geestrand eG.
Eine detaillierte Beschreibung der Geschichte der Volksbank Geest eG ist auf der Homepage der Bank hinterlegt.

## Rechtsverhältnisse
Die Volksbank Geest eG ist im Genossenschaftsregister beim Amtsgericht Tostedt unter GnR 120012 eingetragen.

## Organisationsstruktur
Rechtsgrundlagen sind das Genossenschaftsgesetz und die durch die Vertreterversammlung beschlossene Satzung. Organe der Bank sind der Vorstand, der Aufsichtsrat und die Vertreterversammlung.

## Sicherungseinrichtung
Die Volksbank Geest eG ist der amtlich anerkannten Sicherungseinrichtung des Bundesverbandes der Deutschen Volksbanken und Raiffeisenbanken GmbH und der zusätzlichen freiwilligen Sicherungseinrichtung des Bundesverbandes der Deutschen Volksbanken und Raiffeisenbanken e.V. angeschlossen.

## Geschäftsausrichtung
Die Volksbank Geest eG betreibt das Universalbankgeschäft. Im Verbundgeschäft arbeitet sie mit der DZ Bank, R+V Versicherung, Bausparkasse Schwäbisch Hall, Teambank, VR Leasing, DZ Hyp und der Union Investment zusammen.

## Geschäftsgebiet
Das Geschäftsgebiet liegt im Süden des Landkreises Stade und im Westen des Landkreises Harburg.
An diesen Orten betreibt die Bank Filialen:
- Apensen (Hauptstelle, jur. Sitz)
- Buxtehude (Geschäftsstelle)
- Harsefeld (1 Geschäftsstelle + SB-Geschäftsstelle)
- Bargstedt (SB-Geschäftsstelle)
- Hollenstedt (Geschäftsstelle)
- Heidenau (Geschäftsstelle)
- Moisburg (SB-Geschäftsstelle)
- Horneburg (Geschäftsstelle)
- Hedendorf (SB-Geschäftsstelle)
- Dollern (SB-Geschäftsstelle)